# Hugh Wolff
Hugh MacPherson Wolff (21 oktober 1953, Neuilly-sur-Seine) is een Amerikaanse dirigent.

## Biografie
Wolff's vader werkte voor het Amerikaanse ministerie van buitenlandse zaken. Zodoende werd hij geboren in Frankrijk en liep hij lagere school in Londen. Daarna studeerde hij aan Harvard, waar hij in 1975 afstudeerde. Hij kreeg vervolgens een beurs om gedurende een jaar in Parijs compositie te studeren bij Olivier Messiaen en orkestdirectie bij Charles Bruck. Het volgende jaar ging hij naar Peabody Conservatory, in Baltimore, waar hij piano studeerde bij Leon Fleisher.
In 1979 werd hij assistent van dirigent Mstislav Rostropovich, bij het National Symphony Orchestra in Washington, DC. Tussen 1981 en 1986 was hij muziekdirecteur van de Northeastern Pennsylvania Philharmonic. Daarna kreeg hij dezelfde rol bij het New Jersey Symphony Orchestra, van 1986 tot 1993. Van 1988 tot 1992 was hij ook dirigent van het Saint Paul Chamber Orchestra, waar hij tussen 1992 en 2000 ook muziekdirecteur was en waarmee hij twintig platen opnam. Tussen 1994 en 1997 was hij dirigent van het Grant Park Music Festival. In 1998 leidde hij het American Russian Young Artists Orchestra tijdens hun wereldtournee. Van 1997 tot 2006 was Wolff dirigent van het Radio-Sinfonie-Orchester Frankfurt, wat nu het hr-Sinfonieorchester heet. In september 2017 werd hij muziekdirecteur van het Belgian National Orchestra. Met dat orkest stond hij twee keer in deSingel in Antwerpen: in 2018 met Collegium Vocale Gent en in 2019 met het Brussels Chamber Choir. In 2017 stonden ze met pianist Nelson Goerner in Bozar in Brussel en in 2020 met Frans violist Renaud Capuçon.
Wolff dirigeerde orkesten van een aantal grote Amerikaanse steden: Chicago, New York, Boston, Philadelphia, Los Angeles, San Francisco en Cleveland. In Europa leidde hij Gewandhausorchester Leipzig, London Symphony Orchestra, Philharmonia Orchestra, City of Birmingham Symphony Orchestra, Orchestre National de France, Tsjechisch Filharmonisch Orkest, Israëlisch Filharmonisch Orkest, Symphonieorchester des Bayerischen Rundfunks, Rundfunk-Sinfonieorchester Berlin en Münchner Philharmoniker.
Wolff houdt zich bezig met muziek van barok tot hedendaags; hij nam cd's op met werk van hedendaagse componisten zoals John Corigliano, Brett Dean, John Harbison, Aaron Jay Kernis, Lukas Foss, Edgar Meyer en Mark-Anthony Turnage. Hij begeleidde cd-opnames van Rostropovich, Yo-Yo Ma, Joshua Bell, Hilary Hahn, Jean-Yves Thibaudet, Dawn Upshaw, Thomas Hampson, Jennifer Larmore en jazzgitarist John Scofield. Tussen 1991 en 1997 nam hij 17 cd's op voor het Teldec platenlabel.
Hij treedt ook op als pianist in kamerorkesten en met verschillende solisten. 
Sinds 2008 doceert Wolff orkestdirectie aan het New England Conservatory of Music in Boston, Massachusetts. Hij woont in Boston met zijn vrouw, harpiste en schrijfster Judith Kogan. Ze hebben drie zonen. De jongste, Aaron Wolff, speelt cello en deed mee in A Serious Man, een film van de Coen Brothers.

## Onderscheidingen
In juni 1985 was hij de winnaar van de Seaver / National Endowment for the Arts Conductors Award.
In 2001 won hij de Cannes Classical Award.
Hij werd twee keer genomineerd voor een Grammy Award, in 2004 en in 2005.